# Wahl zur Stadtverordnetenversammlung von Groß-Berlin 1921
- KPD: 21
- USPD: 43
- SPD: 46
- DDP: 17
- Z: 8
- WP: 12
- DVP: 35
- DNVP: 42
- DS: 1

Die Wahl zur Stadtverordnetenversammlung von Berlin 1921 fand am 16. Oktober 1921 statt. Die Neuwahl wurde vor Ablauf der Legislaturperiode nötig, da das Preußische Oberverwaltungsgericht im Juni 1921 die Wahl vom 1920 wegen teilweiser Wahlfälschung für ungültig erklärt hatte.
Als stimmenstärkste Parteien schnitten die SPD, Unabhängige Sozialdemokratische Partei Deutschlands (USPD) und Deutschnationale Volkspartei (DNVP) ab, wobei die USPD mit einem Stimmenverlust von knapp 20 Prozentpunkten als Verlierer aus der Wahl ging.
Die Deutsche Volkspartei (DVP) rutschte mit leichten Verlusten auf den vierten Platz, die Kommunistische Partei Deutschlands (KPD) trat zum ersten Mal in Berlin zur Wahl der Stadtverordnetenversammlung an und zog mit 21 Mandaten ins Parlament ein.
Sowohl die Deutsche Demokratische Partei (DDP), Reichspartei des deutschen Mittelstandes (WP) als auch die Deutsche Zentrumspartei konnten ihre Wahlergebnisse des letzten Jahres wiederholen, wobei die WP und Zentrumspartei wieder Mandate erlangen konnten.
Darüber hinaus erhielt die antisemitische Deutschsoziale Partei (DSP) mit 0,7 % ebenfalls ein Mandat.

## Wahlvorschläge
Bei der Wahl zur Stadtverordnetenversammlung reichten insgesamt 12 Parteien bzw. Vereinigungen Wahlvorschläge ein. Die Sozialdemokratische Partei (SPD), die Unabhängige Sozialdemokratische Partei (USPD), die Kommunistische Partei (KPD), die Deutsche Demokratische Partei (DDP) und die Zentrumspartei (Z) waren in allen 15 Wahlkreisen mit jeweils einem Kreiswahlvorschlag vertreten. Die Wirtschaftspartei des deutschen Mittelstandes (WP) und die Deutsche Volkspartei (DVP) reichten in allen außer dem VIII. Wahlkreis Wahlvorschläge ein. Ebenso die Deutschnationale Volkspartei, die in allen außer den Wahlkreisen VIII. und XIII. vertreten war. Im Wahlkreis VIII. traten die DVP, die DNVP und die Wirtschaftspartei (WP) auf einem gemeinsamen Kreiswahlvorschlag unter dem Namen Freie Vereinigung an. Auch der ehemalige Verbandsvorsitzende des Zweckverbandes Groß-Berlin Karl Steiniger trat, wie schon bei der Stadtverordnetenwahl 1920, im Wahlkreis XIII. mit einer eigenen Liste an, die diesmal den Namen Ordnungsblock trug. Zusätzlich zur Deutschnationalen Volkspartei stand im Wahlkreis VII. auch noch eine Liste mit dem Namen Deutschnationale Wählerschaft zur Wahl. Die Deutschsoziale Partei war in insgesamt elf Wahlkreisen mit einem Kreiswahlvorschlag vertreten.
Die Kreiswahlvorschläge waren in der Regel mit dem Stadtwahlvorschlag ihrer jeweiligen Partei verbunden, auf den die Reststimmen der Kreiswahlvorschläge entfielen, die bei der Sitzzuteilung in den Wahlkreisen nicht berücksichtigt wurden. Die drei Wahlvorschläge, die jeweils nur in einem Wahlkreis antraten, hatten keine eigenen Stadtwahlvorschläge eingereicht. Von ihnen war der Kreiswahlvorschlag der Deutschnationalen Wählerschaft mit dem Stadtwahlvorschlag der DNVP verbunden, die Kreiswahlvorschläge Freie Vereinigung und Ordnungsblock waren dem Stadtwahlvorschlag der DVP angeschlossen.
Die Stadtwahlvorschläge der DDP, der Zentrumspartei und der Wirtschaftspartei waren miteinander verbunden und galten damit bei der Sitzzuteilung den anderen Stadtwahlvorschlägen gegenüber als ein Wahlvorschlag.
| Kreiswahlvorschlag                                         | Wahlkreis | Wahlkreis | Wahlkreis | Wahlkreis | Wahlkreis | Wahlkreis | Wahlkreis | Wahlkreis | Wahlkreis | Wahlkreis | Wahlkreis | Wahlkreis | Wahlkreis | Wahlkreis | Wahlkreis | Stadtwahlvorschlag                                         |
| Kreiswahlvorschlag                                         | I         | II        | III       | IV        | V         | VI        | VII       | VIII      | IX        | X         | XI        | XII       | XIII      | XIV       | XV        | Stadtwahlvorschlag                                         |
| ---------------------------------------------------------- | --------- | --------- | --------- | --------- | --------- | --------- | --------- | --------- | --------- | --------- | --------- | --------- | --------- | --------- | --------- | ---------------------------------------------------------- |
| Sozialdemokratische Partei Deutschlands (SPD)              |           |           |           |           |           |           |           |           |           |           |           |           |           |           |           | Sozialdemokratische Partei Deutschlands (SPD)              |
| Unabhängige Sozialdemokratische Partei Deutschlands (USPD) |           |           |           |           |           |           |           |           |           |           |           |           |           |           |           | Unabhängige Sozialdemokratische Partei Deutschlands (USPD) |
| Kommunistische Partei Deutschlands (KPD)                   |           |           |           |           |           |           |           |           |           |           |           |           |           |           |           | Kommunistische Partei Deutschlands (KPD)                   |
| Deutsche Demokratische Partei (DDP)                        |           |           |           |           |           |           |           |           |           |           |           |           |           |           |           | Deutsche Demokratische Partei 3 (DDP)                      |
| Zentrumspartei (Z)                                         |           |           |           |           |           |           |           |           |           |           |           |           |           |           |           | Zentrumspartei 3 (Z)                                       |
| Wirtschaftspartei des deutschen Mittelstandes (WP)         |           |           |           |           |           |           |           |           |           |           |           |           |           |           |           | Wirtschaftspartei des deutschen Mittelstandes 3 (WP)       |
| Deutsche Volkspartei (DVP)                                 |           |           |           |           |           |           |           |           |           |           |           |           |           |           |           | Deutsche Volkspartei (DVP)                                 |
| Freie Vereinigung 1                                        |           |           |           |           |           |           |           |           |           |           |           |           |           |           |           | Deutsche Volkspartei (DVP)                                 |
| Ordnungsblock                                              |           |           |           |           |           |           |           |           |           |           |           |           |           |           |           | Deutsche Volkspartei (DVP)                                 |
| Deutschnationale Volkspartei (DNVP)                        |           |           |           |           |           |           |           |           |           |           |           |           |           |           |           | Deutschnationale Volkspartei (DNVP)                        |
| Deutschnationale Wählerschaft                              |           |           |           |           |           |           |           |           |           |           |           |           |           |           |           | Deutschnationale Volkspartei (DNVP)                        |
| Deutsch-Soziale 2 (DS)                                     |           |           |           |           |           |           |           |           |           |           |           |           |           |           |           | Deutsch-Soziale 2 (DS)                                     |

## Ergebnis
| Wahlvorschlag (Kürzel)     | Wahlvorschlag (Kürzel)                                     | Ergebnis  | Ergebnis | Ergebnis | Sitze  | Sitze |
| Wahlvorschlag (Kürzel)     | Wahlvorschlag (Kürzel)                                     | Stimmen   | %        | +/−      | Anzahl | +/−   |
| -------------------------- | ---------------------------------------------------------- | --------- | -------- | -------- | ------ | ----- |
|                            | Sozialdemokratische Partei Deutschlands (SPD)              | 353.075   | 20,5     | + 3,3    | 46     | + 7   |
|                            | Unabhängige Sozialdemokratische Partei Deutschlands (USPD) | 329.378   | 19,1     | – 19,3   | 43     | – 43  |
|                            | Deutschnationale Volkspartei (DNVP)                        | 298.002   | 17,3     | + 5,9    | 40     | + 13  |
|                            | Deutsche Volkspartei (DVP)                                 | 263.049   | 15,3     | – 1,6    | 35     | – 4   |
|                            | Kommunistische Partei Deutschlands (KPD)                   | 162.575   | 9,5      | –        | 21     | –     |
|                            | Deutsche Demokratische Partei (DDP)                        | 126.696   | 7,4      | + 0,3    | 17     | + 1   |
|                            | Wirtschaftspartei des deutschen Mittelstandes (WP)         | 86.808    | 5,0      | + 0,8    | 12     | + 2   |
|                            | Zentrumspartei (Z)                                         | 63.163    | 3,7      | ± 0,0    | 8      | ± 0   |
|                            | Deutschsoziale Partei (DS)                                 | 12.302    | 0,7      | –        | 1      | –     |
|                            | Freie Vereinigung 1                                        | 9.933     | 0,6      | –        | 1 *    | –     |
|                            | Ordnungsblock                                              | 9.077     | 0,5      | –        | 1 *    | –     |
|                            | Deutschnationale Wählerschaft                              | 5.983     | 0,4      | –        | –      | –     |
| Gültige Stimmen            | Gültige Stimmen                                            | 1.720.041 | 100,0    |          | 225    |       |
| Ungültige Stimmen          | Ungültige Stimmen                                          | 3.607     | 0,2      | ± 0,0    |        |       |
| Wähler und Wahlbeteiligung | Wähler und Wahlbeteiligung                                 | 1.723.648 | 66,0     | + 1,3    |        |       |
| Wahlberechtigte            | Wahlberechtigte                                            | 2.610.011 | 100,0    |          |        |       |

## Amtliche Quellen
- Wahlordnung und Übersicht über die Wahlbezirke: Bekanntmachung, betreffend die Wahlen der Stadtverordneten und Bezirksverordneten in Berlin. (= Sonder-Beilage zum „Gemeinde-Blatt“ Nr. 41.) Berlin 9. Oktober 1921. S. 1–82
- Wahlvorschläge. In: Bekanntmachung, betreffend die Wahlen der Stadtverordneten und Bezirksverordneten in Berlin (= Sonder-Beilage zum „Gemeinde-Blatt“ Nr. 41.) Berlin 9. Oktober 1921. S. 83–131
- Bekanntmachung des Gesamtergebnisses der Wahlen der Stadtverordneten und der Bezirksverordneten in Berlin vom 16. Oktober 1921. (= Sonderbeilage zum „Gemeindeblatt“ Nr. 44.) Berlin 30. Oktober 1921.
- Stadtverordnetenwahlen am 16. Oktober 1921. In: Statistisches Taschenbuch der Stadt Berlin 1924. Berlin 1924, S. 110